# Polo pe apă la Jocurile Olimpice de vară din 1956
Competiția de polo pe apă la Jocurile Olimpice de vară din 1956 s-a desfășurat în perioada 28 noiembrie - 7 decembrie pe Stadionul de Înot și de Sărituri în Apă din Melbourne, Australia. Zece echipe au concurat, doar în proba masculină.
Semifinala între Ungaria și Uniunea Sovietică a rămas în istorie ca „Baia de sânge” (în engleză Blood in the Water). A avut loc la o lună după ce regimul sovietic a înăbușit în sânge Revoluția ungară din 1956. Echipa maghiară își începuse călătoria spre Australia cu trei săptămâni înainte și fusese informată de masacru din presă. Încurajată de diaspora maghiară, a încercat să se răzbune câștigând meciul și medalia de aur. Ostilitățile au început atunci când căpitanul maghiar a refuzat să dea mâna cu cel sovietic. Apoi provocările verbale s-au transformat în violență sub apă. Cu un minut înainte de final, la scorul de 4-0 pentru Ungaria, sovieticul Valentin Proposkov l-a lovit în cap pe maghiarul Ervin Zádor, care a fost evacuat din bazin cu o arcadă spartă. Mulțimea furioasă i-a amenințat pe jucătorii sovietici și poliția a intervenit. Ungaria a cucerit medalia de aur în cele din urmă. După competiție, Ervin Zádor și aproape jumătate din echipa maghiară s-au refugiat în Statele Unite.

## Țări participante
| Grupa A                                                | Grupa B                                  | Grupa C                         |
| ------------------------------------------------------ | ---------------------------------------- | ------------------------------- |
| - Uniunea Sovietică - România - Australia - Iugoslavia | - Ungaria - Statele Unite - Regatul Unit | - Italia - Germania - Singapore |

## Medaliați
| Probă    | Aur | Argint | Bronz |
| Masculin | Ungaria (HUN) · Antal Bolvári · Ottó Boros · Dezső Gyarmati · István Hevesi · László Jeney · Tivadar Kanizsa · György Kárpáti · Kálmán Markovits · Mihály Mayer · István Szivós · Ervin Zádor · Miklos Martin | Iugoslavia (YUG) · Ivo Cipci · Tomislav Franjković · Vladimir Ivković · Zdravko Ježić · Hrvoje Kačić · Zdravko-Ćiro Kovačić · Lovro Radonjić · Marijan Žužej | Uniunea Sovietică (URS) · Viktor Ageev · Pyotr Breus · Boris Goykhman · Nodar Gvakhariya · Vyacheslav Kurennoy · Boris Markarov · P'et're Mshveniyeradze · Valentin Prokopov · Mikhail Ryzhak · Yury Shlyapin |